# Пахотный Угол
Пахотный Угол — село в Бондарском районе Тамбовской области, центр Пахотноугловского сельсовета.

## Население
| 2002 | 2010  |
| ---- | ----- |
| 1380 | ↘1199 |

## История села
Территория правобережья реки Цны на территории нынешней Тамбовской области в XVII веке была покрыта дремучими лесами. Сплошным лесом была покрыта и местность, на которой находится сейчас село Пахотный Угол. Только на берегах рек Керши и Ломовис были поляны, которые издавна обрабатывались и поэтому назывались пахотными. От этого и вся местность, еще до заселения ее людьми, называлась урочищем Пахотный Угол, а при образовании села это название перешло на него.

### XVII век
Село основано в 1695 году отставными солдатами как солдатский посёлок однодворцев. Солдат Московского полка Ерофей Дрожжин и 55 его товарищей по своей челобитной получили разрешение на свободные земли в междуречье Керши и Большого Ломовиса, куда вошла земля урочища Пахотный Угол. Основанное солдатами село стало называться Солдатчиной.

### XVIII век
В 1706 году была построена часовня, по документам первой ревизской сказки 1719 года в Пахотном Углу числилось 59 солдат-однодворцев, всего 190 человек. В 1721 году в Пахотном Углу построили церковь, очевидно взамен часовни. Об этом говорится в «Списке духовенства Тамбовской епархии на 1876 год»:

### XIX век
В 1863 году в Пахотном Углу насчитывалось 400 домов и проживало 3317 человек. В конце XIX века в селе открыли школу. Она входила в число восьми школ уезда. Во второй половине XIX века в Пахотном Углу открывается женское училище, строится больница, начинают работать аптека и ветеринарная лечебница. В конце XIX века построена второклассная школа, которая готовила учителей начальных классов. В 1883 году вместо старой деревянной церкви тщанием прихожан начата постройка новой каменной церкви.

### XX век

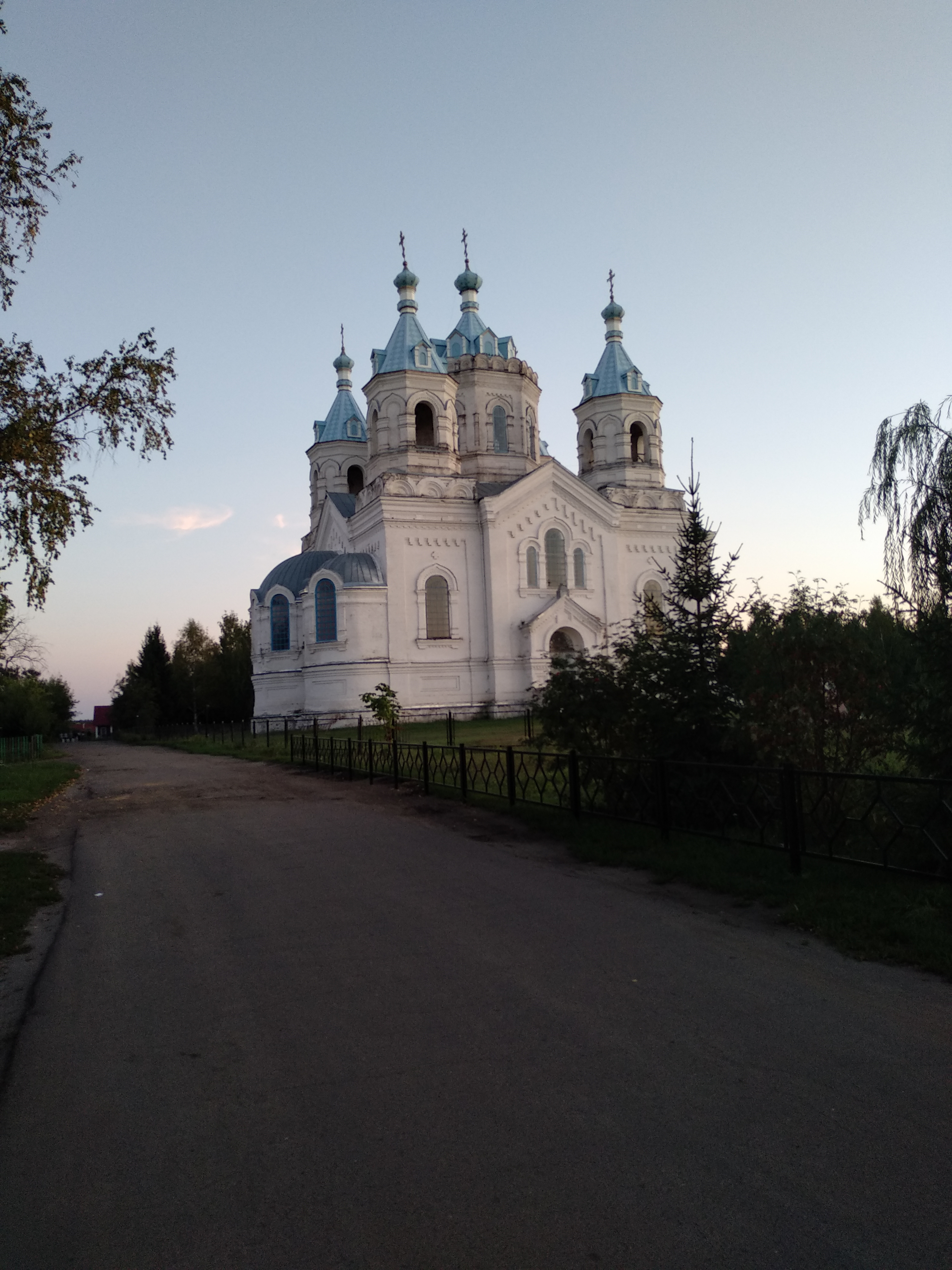
Богоявленский храм в Пахотном Углу

В 1911 году — дворов уже 878, а население 5559 человек.
В 1911 году в селе имеется второклассная церковно-приходская школа и одноклассная — земская, волостное правление, общество мелкого кредита, земская больница, ветеринарная больница, базар и телефон.
По количеству дворов Пахотный Угол намного превосходил окружающие населенные пункты, а подавляющее большинство крестьян относилось к категории «зажиточных».
С началом Первой мировой войны много пахотноугловцев ушли на фронт, много их полегло на поле брани. О масштабах демографической ямы можно судить по данным о количестве родившихся и умерших в селе за 1912 – 1917 годы.
| годы     | 1912 | 1913 | 1914 | 1915 | 1916 | 1917 |
| родилось | 347  | 349  | 340  | 281  | 168  | 176  |
| умерло   | 211  | 205  | 143  | 123  | 169  | 151  |
| разница  | 136  | 144  | 197  | 158  | -1   | 25   |

В конце лета 1915 года в селе появляются первые беженцы. В основном это крестьяне из Холмской и Гродненской губерний.
А с 1917 года жителям села пришлось пережить еще и революционные события, и становление советской власти, и борьбу с кулаками и эсерами и раскулачивание. На пахотноугловской земле действовали отряды повстанцев Антонова. Жители села были свидетелями и непосредственными участниками яростных схваток во время восстания. В составе Антоновской армии был 8-й Пахотно-Угловский полк. До 700 пахоноугловцев воевали с большевиками на стороне Антонова.П. Мельгунов в своей книге «Красный террор в России. 1918-1923» пишет:«…в Тамбовском уезде многие села почти уничтожены пожаром и орудийными снарядами. Масса расстрелянных. Особенно пострадали села: Пахотный Угол, Знаменка, Кариан, Бондари, Лаврове, Покровское-Марфино и другие.»Вот, что пишет Александр Солженицын в своем рассказе «На краях»:
«Совнарком распорядился: с тамбовской пугачёвщиной кончить в шесть недель, считая от 10 мая. Любой ценой! Всем нам предстоит напряжённая работа. Опыт подавления таких народных бунтов требует наводнить район восстания до полного его оккупирования и планово распределить по нему наши вооружённые силы. Сейчас прибыла из-под Киева, высадилась в Моршанске и уже пошла на мятежный Пахотный Угол прославленная кавдивизия Котовского. Потом она подойдёт сюда, к центру восстания. Наше большое техническое преимущество над противником: отряд аэропланов и автоброневой отряд. Из наших первых требований к жителям будет: восстановить все мосты на просёлочных дорогах – это для проезда моторных самодвижущих частей. (Только никогда не пользуйтесь проводниками из местных жителей!) Ещё в запасе у нас – химические газы, и если будет надо – применим, разрешение Совнаркома есть. В ходе предстоящего энергичного подавления вам, товарищи командиры, представляется получить отличный военный опыт.»
В 1918 году земская смешанная школа реорганизована в трудовую школу I ступени. С середины 1930-х гг. реорганизована в НСШ. В настоящее время — СОШ.
Неизгладимый след в сердцах и памяти Пахотноугловцев оставила Великая Отечественная война. Без малого 600 человек — жителей села не вернулись с этой страшной войны. В селе в эти годы был развёрнут активный тыл.

## Известные уроженцы
В этом селе родились:
- Димитрий (Добросердов) (1865—1937) — епископ Русской православной церкви, архиепископ Можайский, викарий Московской епархии. Прославлен как священномученик.

- Савельев, Виктор Сергеевич (1928—2013) — академик Российской академии наук (с 29 мая 1997) и Российской академии медицинских наук, член Президиума РАМН, заведующий кафедрой факультетской хирургии Российского государственного медицинского университета, доктор медицинских наук.
- Мамонтов, Алексей Георгиевич (1892 — ?) — советский военный деятель, полковник (1942).
- Питирим (Свиридов) (1887—1963), митрополит.
- Котов, Борис Александрович (1909—1943) — советский поэт, Герой Советского Союза, сержант.
- Ярыгин, Владимир Михайлович (1936—2017) — токарь-карусельщик Электростальского завода тяжёлого машиностроения, дважды Герой Социалистического Труда (1976, 1985).